# 코트니 러브
코트니 러브(영어: Courtney Love, 1964년 7월 9일 ~ )는 미국의 싱어송라이터, 기타리스트, 배우이다. 홀(Hole)의 보컬과 기타를 담당하고 있다. 거리낌 없는 무대 매너와 논쟁적인 가사에 더불어 1992년 커트 코베인과의 결혼, 지난한 약물 중독과의 싸움 등으로 언론에 크게 노출되면서 90년대 얼터너티브 락 계에서 눈에 띄는 인물이 되었다. 1989년 홀을 결성한 뒤 두번째 앨범 《Live Through This (1994)》로 비평적 성과를 거두었고, 세번째 앨범 《Celebrity Skin (1998)》은 그래미 상 세 개 부문에 후보로 올랐다. 음악적으로 뿐만 아니라 배우로서도 좋은 평가를 받아 1996년에는 골든 글로브상 여우주연상 부문에 입후보하였다.

## 어린 시절
러브는 코트니 미셸 해리슨이라는 이름으로 샌프란시스코에서 심리 치료사인 린다 캐롤과 그레이트풀 데드의 매니저였던 행크 해리슨의 딸로 태어났다. 1969년 러브의 부모는 이혼했으며, 유아였던 러브에게 LSD를 먹였다는 캐롤의 주장에 따라 아버지인 해리슨의 양육권이 취소되었다. 어머니를 따라 1970년 오리건주의 시골 지역으로 이사간 러브는 그곳의 코뮌에서 성장기를 주로 보냈다. 새아버지 프랭크 로드리게즈에게 법적으로 입양된 러브는 이복 여동생 두 명과 입양된 남동생 한 명과 지내게 된다. 러브는 유진에서 초등학교를 다니며 "창의력 있는" 아이로 평가받았으나 공부를 잘 하지 못하였고 친구를 사귀는 것에도 어려움을 겪었다. 9살에는 자폐증 진단을 받았다.
1972년 러브의 어머니는 로드리게즈와 이혼하고 뉴질랜드로 이사갔으나 러브는 새아버지와 포틀랜드에서 살았다. 12살에는 미키 마우스 클럽의 오디션을 받았으나, 실비아 플래스의 시를 읽었고 역할을 따내지 못했다. 14세에는 티셔츠를 훔치다가 체포되어 교화 시설에 보내졌다. 이후 법적으로 독립할 수 있게 된 16세까지 양육시설을 전전했다. 이후 러브는 포틀랜드 주립 대학교에서 영문학과 철학을 간헐적으로 공부하며 스트리퍼, DJ 등으로 일하며 생활을 유지했다.
1981년엔 양조부모에게 받은 작은 신탁 기금으로 아일랜드로 가 더블린의 트리니티 대학에서 신학을 두 학기 동안 공부했다. 미국에 돌아온 뒤 계속해서 오리건과 캘리포니아를 오가며 샌프란시스코 예술 학교(San Francisco Art Institute)에서 조지 쿠샤 아래서 영화를 공부했다. 1986년에는《시드와 낸시》의 감독 알렉스 콕스의 영화 두 편에서 주연을 맡은 뒤 알래스카의 앵커리지에서 몇달 간 스트리퍼로 일했다.

## 음악 활동

### 초기 프로젝트
1980년대에 다양한 음악 프로젝트를 펼쳤는데, 그 시작은 슈가 베이비돌(Sugar Babydoll)이라는 밴드를 결성한 것이었다. 1982년에는 페이스 노 모어의 콘서트를 관람한 뒤 멤버들에게 자신을 보컬로 영입하라고 설득하는데 성공해 어느 정도 녹음도 함께 하였으나 곧 남자 보컬로 교체당했다. 1984년에는 패건 베이비스(Pagan Babies)라는 밴드를 결성해 1985년 말 해체할 때까지 하우스 쇼에서 공연하였으며 데모도 4곡 녹음하였다.

### 홀(Hole)

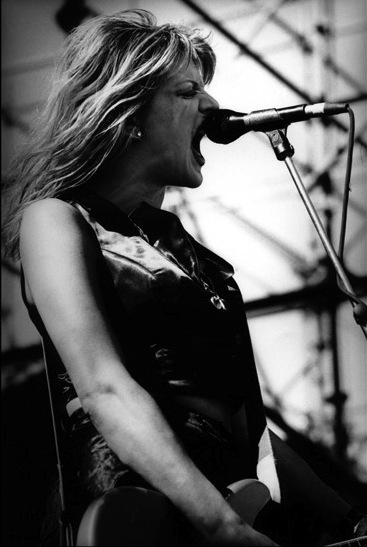
1995 1월 오스트레일리아 멜버른에서 홀과 함께 공연 중인 코트니 러브

1989년 기타를 독학하고 로스앤젤레스로 이사한 러브는 리드 기타리스트에 에릭 어랜드슨, 베이시스트에 리사 로버츠, 드러머에 캐롤라인 루를 모아 밴드를 결정하고, 그리스 고전 비극인 에우리피데스의 메데이아의 구절을 따와 '홀'이라고 이름 지었다. 홀의 데뷔 싱글 《Retard Girl》은 롱비치의 인디 레이블에서 1990년 발매되었고 이듬해 두번째 싱글 《Dicknail》이 나왔다.
홀의 첫번째 앨범 《Pretty on the Inside》는 소닉 유스의 킴 고든의 프로듀싱 아래 1991년 8월에 발매되었다. Q (잡지)가 "대립적이고 매우 거침없다"고 표현한 이 앨범은 스핀 (잡지)가 선정한 그 해 최고의 앨범 20선에 드는 등 긍정적인 비평을 얻었다. 앨범 전반에 걸친 페미니즘에 대한 함의로 인해 홀이 라이엇 걸(riot grrl) 운동에 참여하는 것으로 착각하는 사람들이 많았으나 러브는 라이엇 걸 운동에 매우 비판적이었으며 일절 관여하지 않았다.《Pretty on the Inside》의 발매 후 러브는 커트 코베인을 만나기 시작하며 임신했고 잠시 음악 활동을 멈추게 된다.
1994년 4월 홀의 두번째 앨범 《Live Through This》이 발매되는데, 이는 러브의 남편 코베인이 죽은 채 발견된 지 4일 후였다. 두 달 뒤에는 베이시스트 크리스틴 퍼프가 헤로인 과다 복용으로 죽었다. 몇달 간 러브는 모습을 거의 드러내지 않고 시애틀의 자신의 집에서 시간을 보냈다.《Live Through This》는 상업적으로도 비평적으로도 성공작이었다. 1995년 4월에는 플래티넘 판매량을 달성했고 그 해 MTV 비디오 뮤직 어워드에 〈Doll Parts〉로 후보에 올라 공연도 하였다.
1996년의 대부분을 다시 연기 활동을 하며 보낸 러브는 컴필레이션 앨범과 초기 녹음 곡을 모은 EP를 냈다. 1998년 9월에는 세번째 앨범 《Celebrity Skin》을 통해 큰 음악적 변화를 보여주었다. 이 앨범을 통해 러브는 "타협 없이, 상업적인 매력을 가지고 있으면서도 애초의 의도를 떠나지 않는" 음악을 하겠다는 야심을 드러냈다. 실제로《Celebrity Skin》는 비평적으로도 상업적으로도 가시적인 성공을 거두었다. 스핀, 빌리지 보이스 등 여러 잡지에서 그 해의 앨범으로 꼽혔을 뿐 아니라 멀티 플래티넘을 달성했으며 타이틀 싱글 〈Celebrity Skin〉은 이 밴드의 싱글 중 유일하게 빌보드 모던 락 트랙 차트 1위에 오른 싱글이 되었다. 이후 몇년 간 홀은 큰 활동 없이 휴면기에 접어들었다가 2002년 공식적으로 해체를 발표했다.

### 솔로 커리어와 홀의 재결성
2002년부터 코트니 러브는 린다 페리와 함께 《America's Sweetheart》라는 이름을 단 앨범을 작곡하기 시작한다. 버진 레코드에서 2004년 발매된 이 앨범은 상반된 평가를 받았다. 후에 여러 번 러브는 당시 약물 중독 문제로 이 앨범의 녹음이 잘되지 못한 것을 후회한다고 말했다. 2006년 러브는 린다 페리, 빌리 코건과 함께 두번째 앨범을 녹음하기 시작했다. 2008년 발매 예정이었던 이 앨범의 일부는 인터넷으로 유출되었고, 앨범 제작 과정을 다룬 다큐멘터리가 영국에서 방송되었다.
2010년 재결성한 홀은 《Nobody's Daughter》라는 앨범을 발매한다. 출시되지 못한 러브의 솔로곡 다수를 다시 프로듀스해 포함했으며, 이 앨범의 첫 싱글인 〈Skinny Little Bitch〉는 얼터너티브 락 라디오에서 히트했다. 2012년까지 세계 투어를 마친 러브는 다시 솔로 커리어로 돌아갔다.

### 앨범

#### 홀
- Pretty on the Inside (1991)
- Live Through This (1994)
- Celebrity Skin (1998)
- Nobody's Daughter (2010)

#### 코트니 러브
- America's Sweetheart (2004)

## 연기 활동
1985년 코트니 러브는 시드 비셔스 전기 영화인 《시드와 낸시》의 낸시 스펑겐역을 따기 위해 오디션 테이프를 보냈고, 감독 알렉스 콕스는 그녀에게 작은 조연을 준다. 이듬해 감독은 자신의 다음 영화인 《지옥 특급》(Straight to Hell, 1987)에서 러브를 주연으로 캐스팅했고, 이 영화를 통해 앤디 워홀의 눈에 띈 러브는 당시 워홀이 진행하던 토크쇼 《Andy Warhol's Fifteen Minutes》의 한 에피소드에 출연했다. 1988년에는 레이몬즈의 〈I Wanna Be Sedated〉뮤직비디오에 파티 참석객 중 하나로 출연했다. 1989년 러브는 연기 활동을 중단하고 음악에 몰두한다.
1996년 러브는 《바스키아》와 《필링 미네소타》의 작은 역을 통해 다시 연기를 시작했다. 같은 해 밀로시 포르만의 영화《래리 플린트》에서 래리 플린트의 아내를 연기해, 당시 컬럼비아 픽처스가 탐탁치 않아 한 캐스팅이었음에도 불구하고 좋은 비평을 받아 골든 글로브상의 여우주연상 부문에 후보로 올랐으며 다양한 상을 받았다. 이 연기를 두고 영화평론가 로저 이버트는 "러브는 그녀가 연기하는 척 하는 락스타가 아니라 진정한 배우라는 것을 증명했다"고 평했다. 이후로도 2002년까지 다양한 영화의 주연으로 활동하였다.

### 주요 영화
- 시드와 낸시 (Sid and Nancy, 1986)
- 지옥 특급 (Straight to Hell, 1987)
- 바스키아 (Basquiat ,1996)
- 필링 미네소타 (Feeling Minnesota, 1996)
- 래리 플린트 (People vs. Larry Flynt, 1996)
- 맨 온 더 문 (Man on the Moon ,1999)
- 비트 (Beat, 2000)
- 줄리 존슨 (Julie Johnson, 2001)
- 트랩드 (Trapped, 2002)
- 피의 형제: 메넨데즈 부모 살인사건 (Menendez: Blood Brothers, 2017) - 키티 메넨데즈 역

## 사생활
코트니 러브는 부모인 린다 캐롤과 행크 해리슨, 그리고 외할머니인 폴라 팍스와 관계가 소원함을 감추지 않았다. 아버지와는 15세 이후로 연락한 적 없으며, 자신을 양육한 방법에 있어서 어머니를 절대 용서한 적 없다고 밝혔다.
1989년 러브는 The Leaving Trains의 보컬리스트 제임스 몰랜드와 결혼했으나 몇달 뒤 혼인 무효 선언을 신청하며 그들의 결혼은 '농담'이었다고 말했다. 홀을 결성하고 1년 넘게 같은 밴드의 멤버였던 에릭 어랜드슨과 사귀었으며, 1991년엔 빌리 코건과 잠시 데이트 했고 그 후로 불안한 친구 관계를 유지했다.
코트니의 가장 잘 알려진 연인 커트 코베인과는 1991년부터 공식적으로 사귀었으며, 두 사람은 1992년 2월 24일 호놀루루의 와이키키 해변에서 결혼식을 올렸다. 러브는 새틴과 레이스로 된 드레스를 입었고 코베인은 초록색 파자마를 입었다. 6개월 후인 8월 18일, 외동딸 프랜시스 빈 코베인이 태어났다. 1994년 4월 러브가 로스앤젤레스의 중독 치료 시설에 들어간 사이 시애틀 집에서 코베인이 자살했다. 결혼한 동안은 물론이고 코베인의 죽음 이후로 더욱 러브는 코베인의 팬들 사이에서 미움 받는 인물이 되었다.
1996년에서 1999년까지 러브는 배우 에드워드 노튼과 연인 관계였다. 2000년대 초반에는 코미디언 스티브 쿠건과 만났다.
러브는 1989년부터 불교 신자이다. 민주당을 지지하며 더 엄격한 총기 소유 규제를 주장한다. 1990년대부터 성소수자의 권리를 공개적으로 지지해왔으며 페미니스트이다.
러브는 생애 전반에 걸쳐 약물 남용 문제와 씨름했다. 1990년대 초기부터 헤로인 중독이었으나 1996년 영화 《래리 플린트》를 찍으며 감독 밀로시 포르만의 주장에 따라 끊었다. 영화를 찍는 동안 컬럼비아 픽처스의 감시 아래 여러번 소변 검사를 받아야 했고 모두 무사히 통과했다. 2004년 40번째 생일날 러브는 그녀의 맨하탄 아파트에서 자살을 기도했고 병원에 옮겨진 뒤 이틀 후 재활원에 들어갔다. 2005년과 2006년에는 약물의 영향 아래 TV 출연도 하였으나 2007년 이후로는 완전히 끊었다고 한다.
커트 코베인이 1994년 자살한 이후 딸 프랜시스 코베인의 양육권을 가졌지만, 2003년 10월 마약 복용으로 체포되면서 양육권을 박탈당했다. 이 후 양육권은 시부모에게로 넘어갔고 코베인의 모친이 프랜시스 코베인을 양육하였다. 2005년 다시 양육권을 가져오는데 성공했으나 2009년 또 다시 체포되어 자신의 딸에게 접근금지 처분을 받았다.